# Коноваленко Олександр Олександрович
Коноваленко Олександр Олександрович (нар. 27 лютого 1951) — український вчений в галузі астрофізики і радіоастрономії, доктор фізико-математичних наук (1984), академік НАН України (2003), заслужений діяч науки і техніки України.

## Біографія
Народився 27 лютого 1951 року в місті Харків.
У 1973 році закінчив Харківський інститут радіоелектроніки за спеціальністю «радіотехніка».
З 1973 по 1979 роки працював інженером Інституту радіофізики та електроніки АН УРСР.
У 1979–1985 роках — молодший науковий співробітник ІРЕ АН УРСР.
У 1986–1987 роках — провідний науковий співробітник Радіоастрономічного інституту.
У 1988–2006 роках — завідувач науково-дослідного відділу Радіоастрономічного інституту.
З 2007 року — керівник відділення низькочастотної радіоастрономії — заступник директора з наукової роботи Радіоастрономічного інституту.

## Наукова діяльність
У коло основних наукових інтересів О. О. Коноваленка входять: низькочастотна радіоастрономія, фізика міжзоряного середовища, атомна радіоспектроскопія, методи високочутливих та завадостійких радіоастрономічних досліджень.
Він вперше в світі виявив у космічному просторі декаметрове випромінювання збуджених атомів вуглецю в рекомбінаційних лініях гранично низьких частот, що відкрило нові можливості у діагностиці міжзоряного середовища і дозволило йому розробити реалістичну модель фізичного стану міжзоряного світу. Під його керівництвом і при його безпосредній участі був виконаний великий обсяг комплексніх спостережень низькочастотного випромінювання різноманітних об'єктів Всесвіту, що дозволило виявити нові фізичні ефекти і явища і розвинути пріоритет України у цій актуальній галузі фундаментальної науки.
Коноваленко О. О. є одним із ініціаторів і провідних творців програми комплексної модернізації апаратних засобів створеного в інституті радіотелескопу УТР-2 з використанням найсучасніших інформаційних технологій і новітньої елементної бази. Завдяки його визначному особистому внеску в реалізацію цієї програми УТР-2 став найдосконалішим декаметровим радіотелескопом у світі, що дозволило Україні зайняти провідне місце у галузі низькочастотної радіоастрономії. Разом з системою інтерферометрів УРАН радіотелескоп УТР-2 включено до переліку наукових об'єктів, які становлять національне надбання України, а Коноваленко О. О. — головний хранитель цих об'єктів.
О. О. Коноваленко організував широке міжнародне наукове співробітництво з провідними радіоастрономічними установами Росії, США, Франції, Австрії, Голландії, Німеччини, Швеції, Індії. На радіотелескопі УТР-2 за участі закордонних вчених виконана велика кількість міжнародних проектів в рамках міжнародних договорів і грантів наукових фондів.
О. О. Коноваленко — визнаний лідер Харківської наукової школи низькочастотної радіоастрономії, заснованої академіком НАН України С. Я. Брауде. Він є заступником академіка-секретаря Відділення фізики і астрономії НАН України, членом ряду спеціалізованих вчених рад з захисту дисертацій, головою експертної ради з астрономії ВАК України. Заступник головного редактора журналу «Радиофизика и радиоастрономия», член Міжнародного астрономічного союзу, Європейської астрономічної спілки, голова комісії національного комітету України УРСІ.

## Нагороди і почесні звання
- Заслужений діяч науки і техніки України (2001)[1].
- Лауреат Державної премії СРСР.
- Лауреат 2007 року премії НАН України імені С. Я. Брауде за цикл робіт «Нові напрями радіоастрономічних досліджень» (у співавторстві)[2].
- Лауреат 2012 року премії НАН України імені М. К. Янгеля за цикл праць «Створення ракетно-космічного комплексу з ракетою-носієм «Зеніт-3Ф» та реалізація космічної місії з радіотелескопом «Спектр-Р» (у співавторстві)[3].
- Лауреат 2018 року Державної премії України в галузі науки і техніки (у співавторстві)[4].

### Вшанування
На честь науковця названо астероїд 18121 Коноваленко.